# Савёлов, Павел Петрович
Павел Петрович Савёлов (… — 1709 гг) — думный дворянин, окольничий. Воевода в Короче в 1667—1669 г.. Родной брат Иоакима (Патриарха Московского).

## Биография
Родился в XVII веке, в семье царского кречетника — можайского помещика Петра Иванова сына Савёлова и Евфимии Реткиной (в иночестве Евпраксии). Дед — токже сокольник, Иван Осенний Софронович. У Павла Петровича Савёлова было три родных брата: Иван, Тимофей и Иван Меньшой, а также две сестры, одну из которых, как и мать звали Евфимия.
Начал службу в рейтарах, участвовал в литовских и немецких походах. Вместе с князем И. А. Хованским участвовал в битве под Гдовом, с князем А. Н. Трубецким в Конотопском сражении. Далее служил под началом князей Ю. А. Долгорукого и Я. К. Черкасского. Под началом И. С. Прозоровского участвовал в Касулецком бою. Три года был воеводой в Короче. В 1670—1671 годах в чине подполковника вместе с братьями под началом Ю. А. Долгорукого участвовал в подавлении восстания Степана Разина. Участвовал почти во всех походах царя Алексея Михайловича.
С 1676 года — думный дворянин. С 1688 года — окольничий. В 1693 году П. П. Савёловым была подана челобитная царю с просьбой позволить оставить службу по состоянию здоровья и удалиться в Можайский Лужецкий монастырь. В том же году был выпущен соответствующий указ. В монастыре Павел Петрович прожил до 1709 года, приняв в конце схиму под именем Пётр.
Жена — Мария Кондратьевна Озерова. Скончалась в 1695 году, погребена в Можайском Лужецком монастыре. Дети Павла Петровича: Авдей, Герасим и Гавриил, Наталья (замужем за Фёдором Ивановичем Румянцевым).

## Поместья
По разделу 3 января 1677 года получил треть села Никольское Переславль-Залесского уезда, Борисоглебского стана, Марининской волости и деревни Новосёлово, Кашино, Песьяне. А в 1680 году также получил половину сельца Вешки.